# 文正政變
文正政變，是指發生在文正元年（1466年）九月六日，室町幕府第8代將軍足利義政的親信伊勢貞親和季瓊真蘂等人因遭諸大名反感而下臺的事件。經此政變後，義政無法繼續以親信為中心進行親政，剩餘的諸大名則持續圍繞著將軍繼承人的問題，逐漸分成兩派，最終並引發應仁之亂。

## 經過

### 背景
將軍足利義政試圖建立將軍專制政治，於是重用乳父兼政所執事伊勢貞親和鹿苑院蔭涼軒主季瓊真蘂，並嘗試介入諸大名的家族事務。享德三年（1454年），畠山持國之庶子畠山義就與侄子畠山政久（彌三郎）為爭奪畠山氏繼任家督之位發生爭鬥，管領細川勝元與有力大名山名宗全支持政久，而義政則選擇支持義就，希望能藉助畠山氏的勢力來制衡細川氏及山名氏:281-285:109-111。在義政的干預下，義就於同年十二月十三日進京，政久勢力沒落。次年（1455年）三月，持國逝世，在義政的認可下，義就繼任家督，並成為義政近臣:283-285:109-111；124-125。
此外，義政還推行「寺社本所門跡領以下」的不知行地「還付政策」（『雜事記』長祿二年三月十七日条）。該政策主要目的在恢復寺社本所領，並限制守護與國人的聯繫。長祿二年（1458年）二月，義政發布御教書，將相國寺和鹿苑院無法實際支配的領地（不知行地）歸還給寺社。隨後，越前國也開始進行所領歸還。幕府派遣幕臣擔任寺社領的代官，進而對這些歸還的領地進行直接支配（直務），從而加強了對寺社領地的影響:289-291。同年九月，義政命令越前、尾張、遠江守護斯波義敏及奥州的大名動員軍隊，討伐在關東叛亂的古河公方足利成氏 。
然而，這些計畫最終都未能成功。先是義就假藉義政之命在南山城、大和國持續擴張自己的勢力。只是義就此舉在義政眼中只是無意義的添亂行為，他也因此漸漸失去義政的信任:73。隨著山名宗全復權（宗全此前因支持政久，而遭義政討伐，經細川勝元調停，宗全將家督讓與嫡子山名教豐後前往但馬隱居）:71，寛正元年（1460年）九月，義就被迫將家督之位讓給政久之弟政長 ，並被流放吉野。而得到勝元支持的政長也於寛正五年（1464年）成為繼任管領。緊接著，關東征伐也出現問題。因義敏與其執事－越前守護代甲斐常治發生對立，故而未遵從義政命令前往關東，反而優先討伐支持常治的一派（ 長祿合戰）。震怒的義政因此追討義敏，並讓義敏之子松王丸接替家督，義敏隨後逃至周防投靠大內教弘。也由於斯波軍未能按照命令出征關東，致使奥州諸大名對幕府失去了信任，從此奥州大名未再聽從幕府的命令，且也未再出兵前往關東。
上述接連的失敗政策也讓義政開始改變方針，並試圖組建新的派閥。

### 介入守護大名家務
寛正二年（1461年）八月，義政決定更換斯波氏家督，松王丸遭到廢除，義政改立來自渋川氏的義廉為斯波氏新任當主。此舉可說與幕府的關東政策息息相關。在駿河守護今川範忠歸國後，負責統治關東事務的堀越公方足利政知（義政異母兄）面臨軍事力量不足之困境，而義廉生父渋川義鏡恰為政知之執事，因此義政有意讓義鏡以斯波氏當主父親的身份來動員斯波氏遠江國的軍力。然而，到了寬正三年（1462年），義鏡做為幕府方，卻在關東與古河公方對立，並與扇谷上杉氏因爭奪相模地區的權益發生衝突。義鏡最後失勢，也使得立義廉為當主的意義逐漸消失。
寬正四年（1463年），因生母日野重子去世，義政於同年十一月在替母親舉行百日供養法會時，實行了大赦，畠山義就以及斯波義敏從而遭到赦免:79。隨後，在寬正六年（1465年）十月，義政應細川勝元的請求，對伊予的河野通春進行討伐，並下令討伐支持通春的大內政弘（教弘之子）。只是，大內氏是支撐幕府軍事力量與財政的重要存在，因此義政背地裡卻又支持著政弘:301-302。通過貞親和真蘂的牽引，義政命令先前投靠在教弘麾下的義敏回京。義敏於十二月廿九日上洛，並在次日與生父斯波持種一同與義政會面（《蔭涼軒日錄》和《大乘院寺社雜事記》記載該會面發生於廿九日），最終義敏在名義與實際上都得到了赦免。然而，義廉在得知此事後，便迫使義政在三十日下達命令，宣告會由義廉繼續掌控斯波氏領國，並禁止義敏的部下擅自行動，隨後幕府奉行人也發出了相關的奉書。收到奉書後，興福寺（在越前國擁有莊園）的尋尊對義政的行動表示困惑，並在《大乘院寺社雜事記》中寫道：「上意的命令過於草率，未能理解其真正意圖」（寬正六年十二月廿九日・三十日條）。
只是，到了文正元年（1466年）七月廿三日，義廉還是遭到罷免，斯波氏的家督之位重新回到義敏手中。同年七月三十日，義政赦免了大內政弘。而義政這一連串舉動的真正意圖，是通過赦免曾經反叛並成為敵人的三人，來對抗勝元與宗全的大名聯盟，並試圖將他們拉攏至幕府派系中:169-174；177-178。

### 反抗與合縱連橫
然而，義廉對義政的行動表示反對。當初，為了加強關東堀越公方之軍事力量，義廉因此被任命為斯波氏當主。在其生父義鏡失勢後，義政又指派義廉去與斯波氏同族、奥州探題大崎教兼進行聯絡，但未能成功。於是，義政決定讓與教兼關係友好的義敏復職（義敏任家督時，教兼係通過他與幕府進行文書往來），並將其赦免。感受到危機的義廉為阻止義敏復職並防止自己遭廢除，遂開始積極與其他大名進行結盟。
寬正六年（1465年）九月廿一日，義政前往大和參拜春日大社，義廉也與家臣朝倉孝景一同隨行。在此期間，支持義就的大和國人越智家榮與義政會面。而早在同年八月，義就起兵時，朝倉孝景就曾贈送過太刀給義就。到了翌年（1466年）五月，義就派的大和國人古市胤榮成為義廉部下。因此，雖然義就已被赦免，並處於隱匿狀態，但可以推測義廉利用了春日大社參拜的機會，與越智家榮和古市胤榮建立了聯繫，成功將義就拉攏到自己陣營。八月，大內政弘渡海至伊予並反叛幕府，政弘的義理祖父山名宗全（政弘生母為宗全養女）與其聯手，又透過越智家榮的牽線與義就建立了聯繫。隨後，宗全之女與義廉訂婚，山名派的結盟也因此開始成形:184-189。

### 政變
反對斯波氏當主更替的宗全，與一色義直和土岐成頼一起支持義廉。然而，義政於文正元年（1466年）八月廿五日將越前、尾張、遠江三個國的守護職授予斯波氏當主義敏，並讓義敏父子出仕幕府。
九月，伊勢貞親向義政誣告義政之弟義視正在策劃謀反，並要求義政將其處決。然而，在九月五日夜晚，義視進入勝元的宅邸，向勝元尋求幫助。次日，勝元與宗全等各大名向義政表達了抗議，貞親、真蘂、義敏以及赤松政則因被追究罪責而逃離京都:83-84。義敏因為家督問題與貞親和真蘂有所聯繫，而政則則與真蘂同族，且真蘂曾參與赤松氏的再興。
此外，奉行眾的有力人物如攝津之親、飯尾之種等也遭到追放。進一步地，諸大名要求將伊勢氏徹底驅逐幕府，但義政反對這一要求，並強迫諸大名接受貞親的嫡長子伊勢貞宗繼任政所執事一職:84。

### 政變之後
失去側近的義政無法再進行獨立政治，幕府政務逐漸轉向以諸大名為中心的體制。也由於義政一度放棄政務，諸大名暫時讓義視作為代理人來處理政事。然而，義政最遲於10月左右，因後土御門天皇舉行大嘗祭之故，重新開始執行政務。
政變後的九月十四日，斯波氏家督由義廉重新繼承；另一方面，在八月廿五日義敏被任命為三國的守護之際，義就在吉野起兵，並進攻政長的河內領地。幕府決定出兵討伐義就，但義就得到宗全和義廉的支持，於十二月進軍上洛，並於次年一月五日被承認為畠山氏家督。一月八日，政長遭罷免管領職位，義廉接任成為新管領。十八日，義就與政長在上御霊神社爆發激戰（御靈之戰），最終政長敗北，後藏匿在勝元宅邸中。
此次政變意義在於，義廉因感受到義政和貞親等人推行的關東政策可能會導致家督替換的危機，於是將義政政策下被赦免的義就拉攏過來，並與宗全結盟，組成了新的派閥，同時將貞親、真蘂、義敏等人排除在外。此外，宗全等人認為，在勝元擔任管領期間（1452-1464），曾發生家督替換的事情，因此懷疑勝元可能參與其中，這也加劇了與勝元之間的對立，成為派閥形成的原因之一。另一方面，勝元因政長被罷免而感受到危機，為了報復，便促使諸大名上洛，最終導致了應仁之亂的爆發:303-305:191-203。
關於應仁之亂的起因，普遍認為是義政正室日野富子為了讓自己的兒子足利義尚能夠對抗義視，請求宗全成為義尚的後見人，從而與義視的後見人勝元發生衝突。然而，在義尚誕生前，宗全等山名派已經開始形成，因此也有其他不同看法:188-190。根據其中一種說法，當時義政、富子、義視等足利將軍家成員與細川勝元、山名宗全等有力的守護大名之間，其實已經達成在義尚長大前，由義視作為過渡人選的共識。然而，負責養育義尚的伊勢貞親對此表示反對，並試圖將義視排除，這被認為是文正政變的根本原因。另一方面，也有觀點認為，政變的結果讓義政被迫放棄政務，儘管這是暫時的，但義視和諸大名開始掌控政務，這讓富子對義尚未來的處境感到不安，因而開始尋求對抗義視的對策。

## 出處
1. 1 2 3 4 5  桜井英治. . 2001.
2. 1 2 3 4 5 6  石田晴男. . 2008.
3. ↑  福井縣史 通史篇2 中世一 『長禄合戦』（1994）P.600
4. ↑  『浜松市史 一』（1968）P.537-538
5. 1 2 3 4 5  吳座勇一. . 2020.
6. ↑  『富林市史 第二卷』（1998）P.219-220
7. ↑  『浜松市史 一』（1968）P.537-538
8. ↑  松島周一（2011）P.42
9. ↑  木下聡 編（2015）
10. ↑  川岡勉（2002）P.108-109
11. ↑  佐藤圭（2015）P.13
12. ↑  福井縣史 通史篇2 中世一 『長禄合戦』（1994）P.608-609
13. ↑  木下昌規（2024）P.40-41
14. ↑  木下昌規（2024）P.40-41
15. ↑  竹村紘一（2018）P.3
16. ↑  小川信（1994）P.155-164
17. ↑  吳座勇一（2018）P.176-184